# فعالیت‌های سیاسی برادران کوک

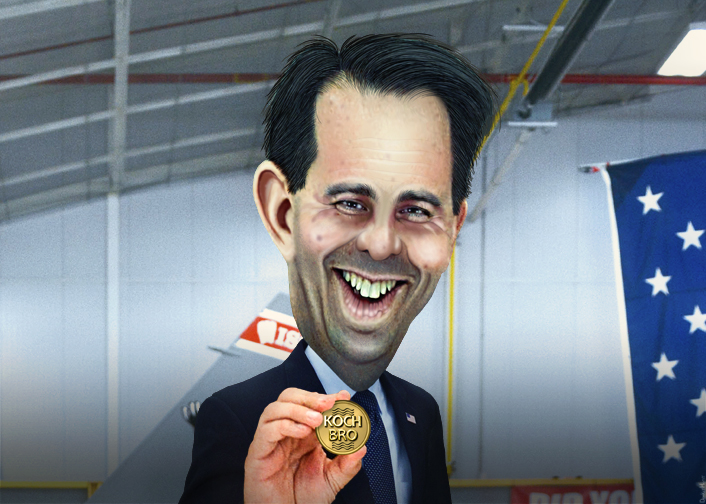
عکس از

چارلز جی. کوک و دیوید اچ. کوک پسران فرد سی. کوک هستند. پدر آن‌ها دومین شرکت خصوصی بزرگ آمریکا، کوک اینداستریز را بنیان نهاد. این دو برادر پس از خریدن سهم دو برادر دیگر کنترل کسب و کار خانواده را که از پدرشان باقی‌مانده بود را در دست گرفتند.
برادران کوک به حجم زیادی به افراد و سازمانهای محافظه کار، لیبرترین و بازار آزاد کمک می‌کنند. آن‌ها بیش از ۱۹۶ $ میلیون به گروه‌های هوادار بازار آزاد کمک کرده‌اند. نتایج مالیات نشان می‌دهد آن‌ها در ۲۰۰۸ به ۳۴ شرکت که ۳ تایشان را خود تأسیس کرده و خیلیهایشان را خود اداره می‌کنند کمک کرده‌اند.

## پیش زمینه
منظور از برادران کوک عموماً پسران فرد کوک است.
دیوید کوک در ۱۹۸۰ کاندید معاون رئیس‌جمهوری حزب لیبرترین بود. او از انحلال تامین اجتماعی، اف بی آی، سیا و مدارس دولتی دفاع می‌کرد. او ۵۰۰،۰۰۰ دلار از پول خود را صرف رقابت کرد و او شریکش ۱٫۱ درصد آرا که بهترین نتیجه حزب لیبرترین تاکنون است را بدست آوردند.

### میت رامنی
در ۲۰۱۲ دیوید کوک شامی برای جمع آوری بودجه برای میت رامنی کاندید حزب جمهوریخواه را میزبانی کرد که موجب بروز اعتراض شد.

### لابی برای صنایع نفت، گاز شیمیایی
صنایع کوک و شرکتهای خواهر شان در ۲۰۰۸ بیش از ۲۰ میلیون دلار برای لابی کردن خرج کردند.

### شکاکیت در خصوص گرمایش جهانی ناشی از بشر
بنیاد کوک در کنار (بنیاد فولگر، بنیاد بوز، صندوق پژوهش نوآورانه اقلیم و انرژی تأسیس شده توسط بیل گیتس) از تأمین کنندگان اصلی بودجه پروژه دمای سطح زمین برکلی اند، تلاشی برای اشاره کردن به شک در خصوص نتایج دمای زمین. حداقل دو نفر از هفت دانشمند پروژه در جهان اقلیم شناسی از زمره شکاکان تغییر اقلیمی شناخته می‌شوند.
بنیاد چارلز کوک در ۲۰۰۵/۶ و دوباره در ۲۰۱۰ دو بودجه تحقیقاتی به ویلی سون، شکاک اقلیمی در مجموع به مبلغ ۱۷۵۰۰۰ دلار اعطا کرد. سون اظهار کرده «هرگز در هیچ یک از تحقیقات علمیم جایزه مالی به من انگیزه بخش نبوده است.»

## بیرون
- اخبار و تفاسیر موجود در گاردین درباره Koch brothers